# Tamar Lalo

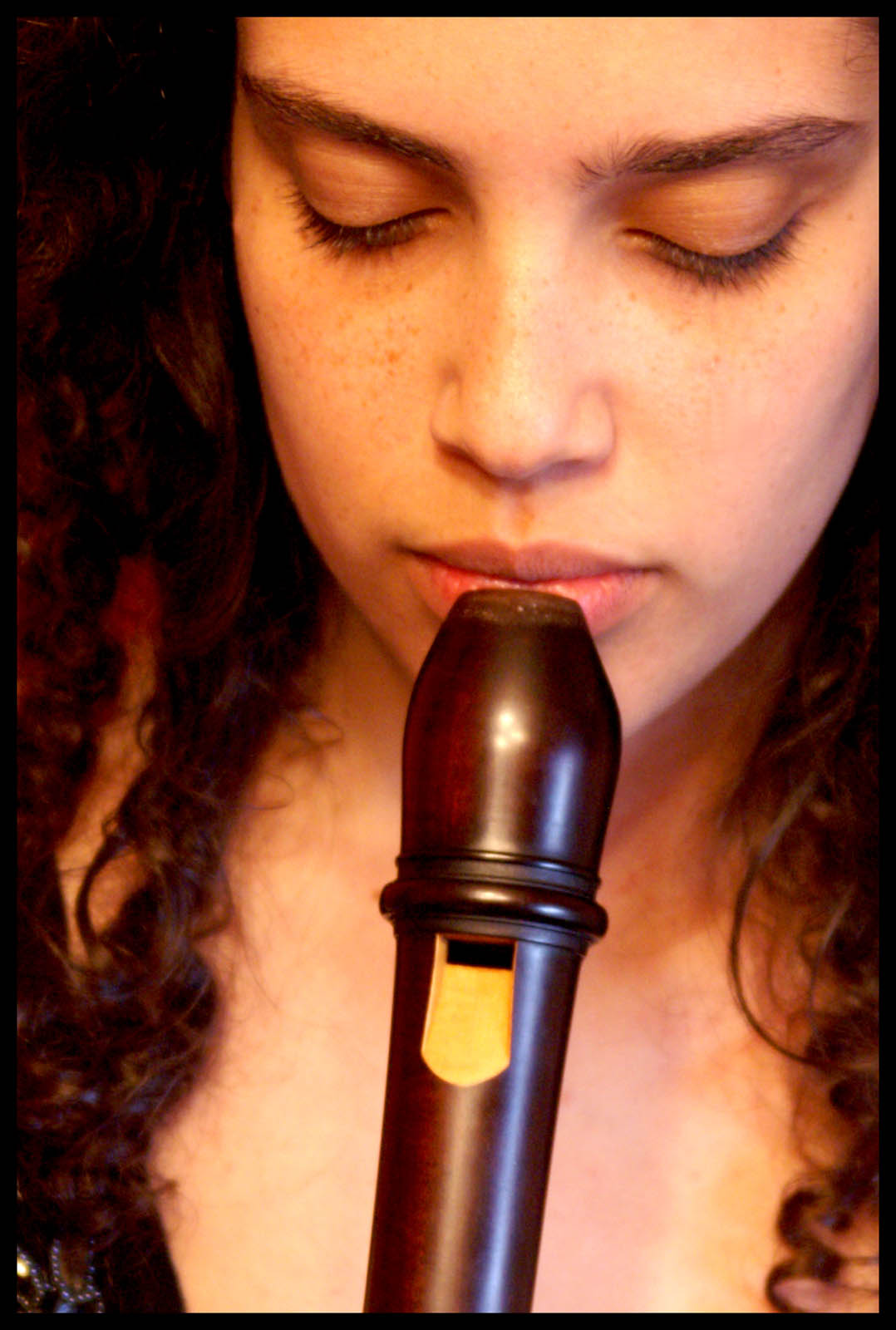
Tamar Lalo.

Tamar Lalo es una flautista de flauta dulce israelí. Tras los éxitos conseguidos en Israel, tocando con numerosas orquestas como la Orquesta Filarmónica de Israel bajo la batuta del Maestro Zubin Mehta, Tamar Lalo reside en Europa donde desarrolla su carrera como intérprete de música antigua. Su repertorio abarca desde la música del Renacimiento a la del Barroco.

## Educación Musical
Tamar Lalo comenzó a tocar la flauta a los 7 años. Graduada con honores en la Thellma-Yellin High School of Arts, ha sido beneficiaria de una beca de la American-Israel Cultural Foundation (que apoyan a jóvenes artistas que estudian en Israel) desde 2000, recibiendo el título de Músico Destacado de manos del Ministro de Educación.
En 2006 obtuvo el título superior en la Jerusalem Academy of Music and Dance con las más altas calificaciones, tras desarrollar sus estudios con Drora Bruck y Michael Meltzer. Como estudiante, ha apoyado a sus compañeros y a sus profesores en la lucha por abrir el primer departamento de Música antigua en Israel. A pesar de su especialización en música antigua, destacó como el mejor instrumentista de viento ganando en la competición de su academia de 2002-4. En su último año de estudios en Israel fue además profesora para jóvenes en el Conservatory-Shtriker de Tel Aviv. 
En los últimos años, Tamar ha estado viviendo en Holanda y estudiando en el Conservatorio Real de La Haya con Peter van Heyghen y Daniel Bruggen. Además ha recibido lecciones de Patrick Ayrthon, Michael Chance, Jacques Ogg, Frank de Bruine y ha colaborado en los proyectos de Christina Pluhar. 
Así mismo, ha participado en cursos internacionales como el seminario Codex Faenza seminar con Pedro Memelsdorff en Barcelona y en la Casa de Mateus de Portugal, donde fue invitada para tocar en el Festival de Música.

## Carrera
Durante los últimos años, Tamar ha tocado como solista y con grupos de cámara en Holanda, España e Israel. Ha sido elegida dos veces para tocar en los conciertos "Fringe" del Festival de Música Antigua de Utrecht y ha ganado la beca del programa Huyghens. Así mismo, fue invitada recientemente para tocar como solista con La Ritirata en una gira por España y las Islas Baleares. 
Además, ha participado en importantes festivales israelíes como el Kol Hamusica Festival, el Abu Gosh Vocal Festival y el Yechiam Renaissance Festival. También ha realizado giras con diferentes grupos de cámara y orquestas por Dinamarca, Holanda, Francia, Bélgica, España y Estados Unidos. 

## Becas y Menciones
- Beca de la American-Israel Cultural Foundation

- Título de Músico Destacado otorgado por el ministro de Educación Israelí.

- Ganadora de la competición de viento de la Jerusalem Academy of Music and Dance

- Beca del Programa Huyghens

- Mención Honorífica en el Concurso de Música de Cámara de Sitges

- Datos: Q7680744
- Multimedia: Tamar Lalo / Q7680744